# الباحثة (مسلسل)
الباحثة هو مسلسل تلفزيوني درامي مصري عُرض أول مرة سنة 1979، إخراج إنعام محمد علي، وتأليف فتحية العسال، وإنتاج شركة صوت القاهرة للصوتيات والمرئيات، ومن بطولة صلاح ذو الفقار، وليلى طاهر.

## ملخص القصة
تدور أحداث المسلسل حول حياة أسرة مراد والذي تعمل زوجته نادية أخصائية اجتماعية بمدرسة فتيات، وتبدأ المشاكل في الظهور بعدما يتشابك عملها مع عمل مراد، وأيضًا عندما تكتشف نادية أسرار مخفاه بماضي مراد.

## طاقم التمثيل

### الشخصيات الرئيسية
- صلاح ذو الفقار بدور مراد
- ليلي طاهر بدور نادية
- سامح الصريطي بدور أسامة
- شيرين بدور سلوى
- حسن عابدين بدور سالم
- سعيد عبد الغني بدور أدهم

### الشخصيات الثانوية
- نادية فهمي بدور نبيلة
- ميمي جمال بدور حكمت
- شعبان حسين بدور وجدي
- راوية سعيد بدور فوزية
- نادية السبع بدور مديرة المدرسة
- علي الشريف بدور برعي
- سحر كامل بدور أمل
- ناهد رشدي بدور سلمى
- سوسن ربيع بدور حورية

### ضيوف الشرف
- رشوان توفيق
- سميرة عبد العزيز
- مديحة حمدي
- نسرين

## وصلات خارجية
- الباحثة على موقع قاعدة بيانات الأفلام العربية